# 1997 у літературі

## Нагороди
- Нобелівська премія з літератури: Даріо Фо, "який емулює блазнів середньовіччя у бичування влади та відстоює гідність забитого"
- Букерівська премія: Арундаті Рой, «Бог Дрібниць»
- Премія Неб'юла за найкращий роман: Вонда Макінтайр, «Місяці і сонце»
- Премія Неб'юла за найкращу повість: Джеррі Олшн, (Abandon in Place)
- Премія Неб'юла за найкраще оповідання: Джейн Йолен, «Маяк сестри Емілі»
- Премія «Г'юґо» за найкращий роман: Кім Стенлі Робінсон, «Блакитний Марс»
- Премія Г'юґо за найкращу повість: Джордж Мартін, «Кров дракона»

## Померли
- 3 лютого — Богуміл Грабал, відомий чеський письменник-прозаїк, поет, номінант Нобелівської премії 1994 року і лауреат «Оскара» за сценарій до фільму 1967 року «Потяги спеціального призначення».
- 21 березня — Вілберт Одрі, британський дитячий письменник.
- 5 квітня — Аллен Ґінсберґ, Американський поет (народився в 1926).
- 2 серпня — Вільям Барроуз, американський письменник (народився 1914).
- 13 грудня — Мартін Картер, гаянський поет (народився у 1927).

## Нові книжки
- 3001: Фінальна Одіссея — роман Артура Кларка.
- Гаррі Поттер і філософський камінь — перший роман серії «Гаррі Поттер», написаний Дж. К. Роулінґ.
- Темна Вежа IV: Чаклун та сфера — четвертий том з серії романів Стівена Кінга про Темну Вежу.